# Acentrinops
Genre
Acentrinops est un genre d'insectes appartenant à la famille des Curculionidae.

## Liste d'espèces
Selon ITIS:
- Acentrinops brevicollis Casey, 1920